# Amsterdam, Missouri
Amsterdam är en ort i Bates County i Missouri. Vid 2010 års folkräkning hade Amsterdam 242 invånare.